# Everytime
 (juin 2012).
Si vous disposez d'ouvrages ou d'articles de référence ou si vous connaissez des sites web de qualité traitant du thème abordé ici, merci de compléter l'article en donnant les références utiles à sa vérifiabilité et en les liant à la section « Notes et références ».
Singles de Britney Spears
Toxic
(2004) Outrageous
(2004)
Pistes de In the Zone
Brave New Girl Me Against the Music (Rishi Rich's Desi Kulcha Remix)
Everytime est une chanson de l'artiste chanteuse américaine pop Britney Spears, issue de son quatrième album, In the Zone. Celle-ci est parue le 17 mai 2004, sous Jive Records en tant que troisième single de l'album. Après sa rupture avec le chanteur pop, Justin Timberlake, Spears se lie d'amitié avec une choriste de ce dernier, Annet Artani. Ensemble, elles commencent à écrire des chansons dans la maison de Britney Spears à Los Angeles, et se rendent ensuite en Allemagne, où Everytime a été écrit. Spears a composé la musique au piano, et a développé les paroles avec Artani. La chanson a été écrite selon Artani comme une réponse au single de Timberlake, Cry Me a River (2002) ainsi qu'à diverses interviews radio données par le chanteur. Cependant, Britney Spears n'a jamais confirmé ou démenti ces allégations.
Everytime est considéré comme une ballade pop. Ses paroles sont une sorte de plaidoirie pour avoir le pardon d'un ancien amant que l'on a blessé par inadvertance. Everytime a été accueillie favorablement par les critiques, qui ont félicité ses paroles simples et la sensation organique de la chanson en comparaison avec la plupart des pistes de In the Zone. Everytime a connu un grand succès, se classant dans le top 5 de la plupart des pays où le morceau est paru, tout en atteignant le sommet des charts en Australie, en Hongrie, en Irlande et au Royaume-Uni. Spears a interprété Everytime lors d'une série d'apparitions en direct à la télévision comme lors des émissions Saturday Night Live et Top of the Pops. Elle a également interprété la chanson au piano dans un cadre fleuri lors de sa tournée, The Onyx Hotel Tour en 2004 et en 2009, lors de sa tournée The Circus Starring: Britney Spears suspendue dans les airs assise sur un parapluie géant. Everytime a été repris par des artistes tels que Glen Hansard, Jackie Evancho, Kelly Clarkson et Cher Lloyd.
Inspiré par le film Leaving Las Vegas, le vidéoclip de Everytime montre Spears comme une star traquée par les paparazzis, qui se noie dans sa baignoire alors qu'elle commence à saigner d'une blessure à la tête. À l'hôpital, les médecins ne parviennent pas à la réanimer, tandis qu'un enfant naît dans la chambre voisine, ce qui implique une réincarnation. Le scénario original aurait voulu que Spears meure d'une overdose, mais cette intrigue a été abandonnée après la réception de critiques par des associations telles que Kidscape, organisation de protection des enfants, qui l'a perçue comme une idéalisation du suicide. Les critiques soulignent les références religieuses de la vidéo, comme La Passion du Christ, la Kabbale et les stigmates mais aussi le fait que celle-ci prédit le futur de Spears et ses déboires avec la célébrité.

## Genèse

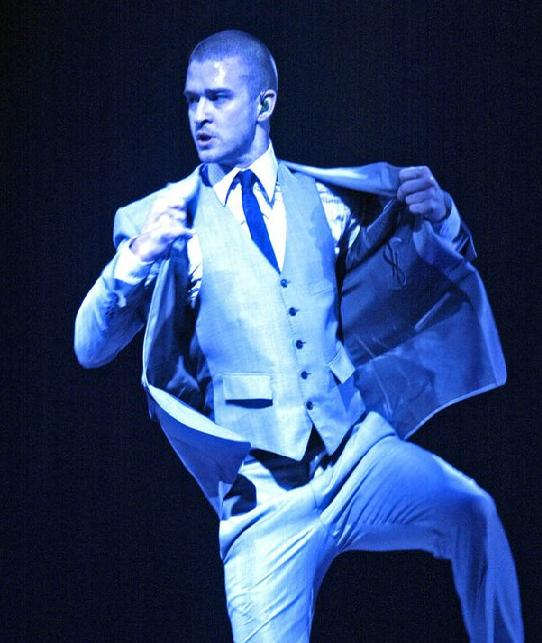
Lors de la sortie de Everytime, des allégations selon lesquelles la chanson parlerait de Justin Timberlake sont apparues

La relation de trois ans de Spears avec le chanteur Justin Timberlake a pris fin en 2002 après des mois de spéculation. En novembre 2002, Timberlake sort la chanson Cry Me a River, comme deuxième single de son premier album solo. Le vidéoclip de la chanson met en vedette un sosie de Britney Spears et alimente les rumeurs selon lesquelles elle aurait, de septembre 2001 à février 2002, trompé Justin avec Wade Robson, son chorégraphe. Cry Me a River est souvent considérée comme étant la chanson qui a propulsé l'album dans les charts. En septembre 2001, Artani accepte de devenir choriste pour Britney Spears sur sa tournée Dream Within a Dream Tour entre 2001 et 2002. Ses échanges avec Spears pendant la majeure partie de la tournée ont été limitées à de petites conversations à la salle de gym et lors des échauffements vocaux. Artani avait commencé une relation avec le directeur musical de la tournée au cours de 2002, mais cela n'a pas bien fonctionné vers la fin de la tournée. Avant la date du dernier concert à Mexico, Britney Spears appelle la choriste et lui demande des nouvelles au sujet de sa relation. Artani lui répond qu'ils vont se séparer, ce à quoi Spears a répondu: « Ne te fais pas de souci à propos de ça, tu vas sortir avec moi ». Après la fin de la tournée, Britney Spears et Artani ont commencé à se lier d'amitié. Spears invite Artani chez elle à Los Angeles, en Californie. Selon Artani, leur relation est née de leurs expériences amoureuses similaires à l'époque. Elle a expliqué: « Fondamentalement, nous avons sympathisé car elle, à cette époque, avait rompu avec Justin [Timberlake]. Peut-être neuf mois avant, mais c'était tout frais dans les médias. Je venais de rompre avec ce gars-là, je pense que nous avions besoin l'une de l'autre en quelque sorte. » Artani est restée chez Spears quelques semaines, durant lesquelles elles ont commencé à écrire des chansons au piano. Peu de temps après, elles se sont rendus au lac de Côme, en Lombardie. Artani ajouta, « C'était moi et elle, son styliste et Felicia, et nous avons eu cette maison gigantesque pour nous, et ils avaient un piano là-bas aussi. »
Selon Artani, Everytime a été écrit en grande partie comme une réponse à Cry Me a River ainsi qu'à diverses interviews radio de Justin Timberlake. Artani expliqua, « Il devenait personnel sur leur relation. Ici, elle avait un type d'image différent, et il a vraiment exposé plusieurs trucs qu'elle ne voulait probablement pas voir sortir en public, et aux yeux de sa petite sœur... Je me souviens que sa sœur avait  été mortifiée et elle l'est encore. Je suis sûr que ça lui a vraiment fait du mal. » Everytime a été enregistré aux studios Conway à Los Angeles et mixé au Frou Frou centrale à Londres, en Angleterre. Au cours d'une interview avec Hip Online, Spears dit à propos des sessions d'enregistrement:

« ...Avec Everytime, j'ai écrit le tout à partir de rien au piano. Musicalement il n'y avait pas de morceau ou quoi que ce soit. J'étais seulement chez moi et j'ai fait tout cela par moi-même. Et puis je suis allé voir Guy Sigsworth, je l'ai joué et je lui ai dit exactement comment je voulais que la chanson sonne. Et il a été si étonnant, car il y a beaucoup de producteurs auxquels vous dites des choses et ils n'en tiennent pas compte. Et vous êtes là comme oh, ce n'est pas la bonne manière de faire. Il a eu la bonne manière. Il était incroyable. Et donc cette chanson est particulière, vous savez, j'ai tout fait. »

## Réception

### Critiques

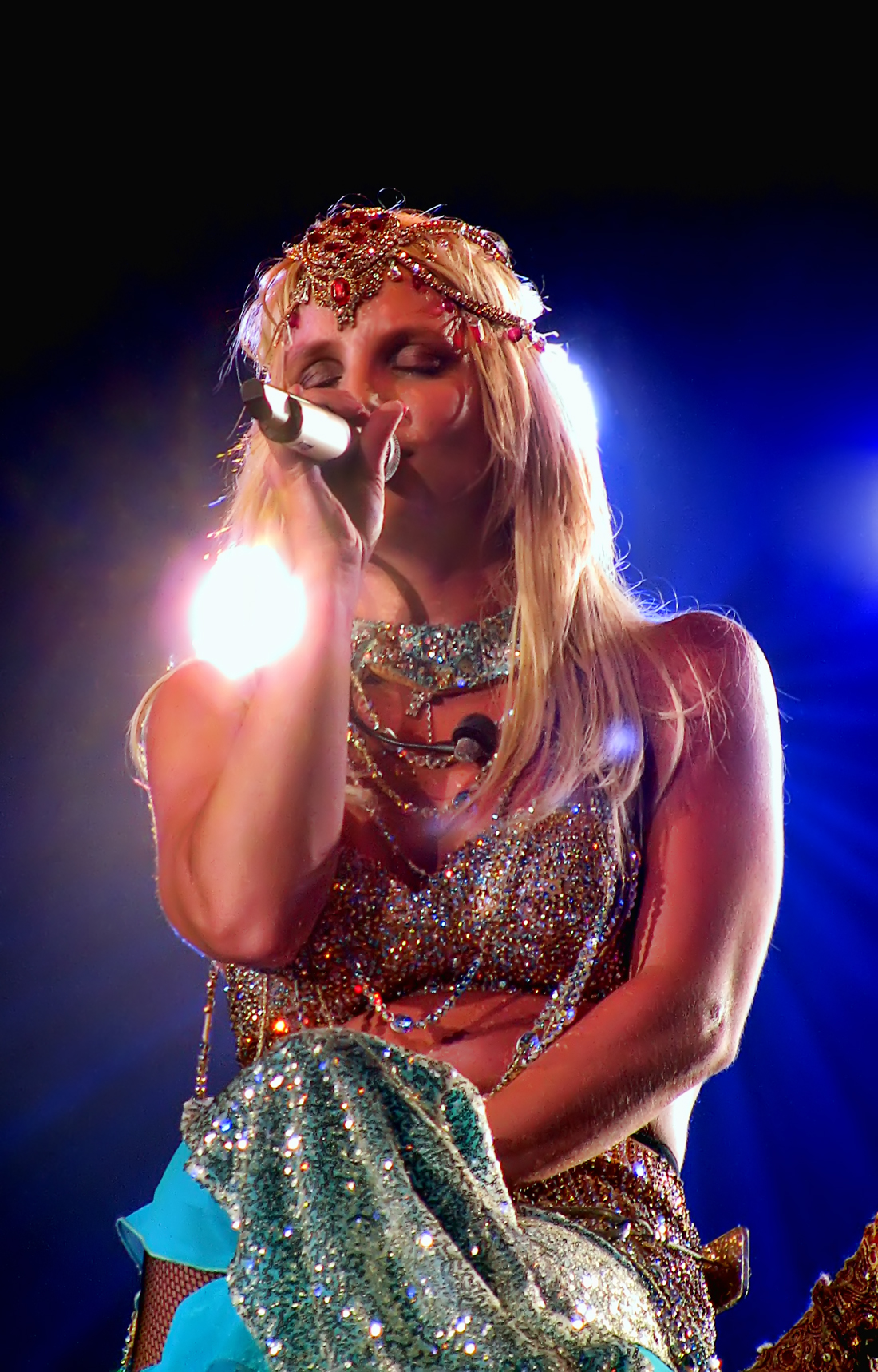
Britney Spears chantant Everytime lors de sa tournée, The Circus Starring: Britney Spears, en 2009

La chanson a été acclamée par les critiques lors sa sortie, celles-ci faisant l'éloge à la fois du chant de Britney Spears et de ses capacités à l'écriture de chansons. Gavin Mueller de Stylus Magazine considéra Everytime comme la meilleure piste de In the Zone, expliquant « c'est juste une ballade au piano, simple mais efficace fragile ». Ali Fenwick de The Johns Hopkins News-Letter complimenta l'écriture de Britney Spears et ajouta que la chanson « montre une lueur du talent qui se cache derrière les vocales robotiques et synthétisés du reste de l'album. » Christy Lemire de msnbc.com parla d'une « mélodie vraiment jolie » et l'a nommé  meilleure ballade du best of, Greatest Hits: My Prerogative. D. Spence d'IGN dit que la chanson « continue d'exploiter le gazon de la Zone et libère ce qui est ostensiblement la ballade la plus mature ». Linda McGee de RTÉ.ie dit que Everytime avec la chanson Brave New Girl, étaient « individuellement impressionnante » mais perturbaient la direction de l'album. David Browne de Entertainment Weekly a commenté, « Avec son piano délicat, Everytime joue une chanson post-mortem sur l'ère Justin Timberlake ». Sterling Clover de The Village Voice considère la chanson comme « un tire-larmes dans tradition de Time After Time (1984). » William Shaw de Blender a déclaré que, bien que Everytime n'était pas sa plus grande ballade, les paroles étaient « certainement sincères ». Sal Cinquemani de Slant Magazine considère Everytime et Shadow comme « deux ballades mièvres ».

### Accueil commercial
Le 22 mai 2004, Everytime débuté à la 61e place au Billboard Hot 100 aux États-Unis, devenant la meilleure entrée de la semaine. Le 3 juillet 2004, la chanson culmine à la 15e place et s'y maintient pendant quatre semaines. La chanson a également atteint la 4e place au Billboard Pop Songs et respectivement à la 17e et 25e place des classements Hot Dance Club Songs et  Adult Pop Songs. Le 18 novembre 2004, Everytime est certifié disque d'or par la Recording Industry Association of America (RIAA) pour 500 000 exemplaires vendus. En juillet 2010, Everytime s'est écoulé à 469 000 téléchargements légaux aux États-Unis. La chanson a également atteint la 2e place dans les charts canadiens.
En Australie, Everytime a débute à la 1re place sur la semaine du 28 juin 2004, devenant ainsi son entrée la plus élevée. Le titre a reçu une certification d'or par l'Australian Recording Industry Association (ARIA) pour les envois de plus de 35 000 unités. Le 20 juin 2004, la chanson a également débuté en 1re place au Royaume-Uni, devenant ainsi son deuxième single consécutive extrait de In the Zone à être numéro un. Selon The Official Charts Company, la chanson s'est vendue à 270 000 exemplaires dans le pays. Everytime a également été un succès dans le monde entier, atteignant le sommet des charts en Hongrie, la 2e place en France, la 3e place en Suède et le top 5 en Autriche, en Belgique (néerlandophone et francophone), en République tchèque, au Danemark, en Allemagne, Norvège et aux Pays-Bas.

## Vidéoclip

### Développement et parution
Le 9 mars 2004, le concept de la vidéo musicale de Everytime a été publié en ligne. Il dépeint Spears comme une star traquée par les photographes, qui finit par se suicider en prenant des médicaments et en se noyant dans une baignoire. La scène du suicide a été perçue comme la réponse de Spears face aux rumeurs qui suggéraient qu'elle souffrait d'un trouble mental. Après que le concept eut été révélé, nombre d’associations du Royaume-Uni et des États-Unis ont émis des critiques. La directrice de l'association Kidscape spécialisée dans protection de l'enfant, Michele Elliott, a alors déclaré: « C'est absolument scandaleux, totalement irresponsable, complètement stupide. Si même un seul enfant suit sa conduire, elle va sûrement être tenue pour responsable. À quoi pense-t-elle? ». Elle a également annoncé que la sortie de la vidéo pourrait provoquer une augmentation des taux de suicide, la comparant à la mort de l'actrice Marilyn Monroe en août 1962. La chronique « You Tell Us » de MTV News a également reçu de nombreuses lettres de téléspectateurs bouleversés, critiquant Spears en disant qu'ils percevaient la fin de la vidéo comme étant une idéalisation du suicide. Le 12 mars 2004, Spears a annoncé via Jive Records, elle avait annulé le concept, « en raison de la possibilité qu'un évènement fictif accidentel puisse être interprété comme un suicide ». Elle a également précisé que ce n'était pas son intention de présenter le suicide comme quoi que ce soit de positif.
La vidéo a été réalisée par David LaChapelle et fut tournée les 13 et 14 mars 2004 à Los Angeles. L'éclairage a été décrit comme « saturé, mais faible et naturaliste » afin de donner à la vidéo la sensation cinématographique du film Leaving Las Vegas 1995. Elle a été diffusée en première mondiale sur TRL le 12 avril 2004. Spears a téléphoné durant l'émission et a expliqué que la vidéo explorait la réincarnation. Elle a ajouté, « C'est plus comme un film. C'est différent de tout ce que j'ai jamais fait. C'est sombre, et ça me montre sous un jour différent. Bien sûr, je vais revenir et faire des vidéos de danse, mais je voulais être inspirée et stimulée » Une autre version de la vidéo qui présente Spears chantant dans un couloir blanc a été publié sur le DVD Greatest Hits: My Prerogative.

### Synopsis
La vidéo commence par une vue aérienne de Las Vegas, Nevada, montrant le Palms Casino Resort et se poursuit avec le plan d'un chapiteau où l'on peut lire « Britney Spears: Las Vegas », avec une photo de Spears portant un bracelet en cuir. L'auteur chrétienne Eva Marie Everson compara cette image à « Madonna faisant sa propre emprunt imitation de Marilyn Monroe. » Britney Spears et son petit ami (joué par Stephen Dorff) se rendent à leur hôtel à bord d'une limousine. Ils sont assis l'un à côté de l'autre, en regardant chacun de leur côté  par les fenêtres. Spears porte une casquette des Birmingham Barons dans ces scènes. Son petit ami est au téléphone, et lorsqu'elle tente de le toucher, il la repousse. L'entrée de l'hôtel est remplie de fans et de paparazzis. Quand Spears et son petit ami quittent la voiture, les fans et les paparazzi se pressent dans un même mouvement et des bagarres éclatent dans la foule. Alors que des gardes du corps tentent de protéger la chanteuse, son petit ami jette des magazines sur un paparazzi. Stephanie Zacharek de The New York Times a comparé les clichés du paparazzi avec les Juifs dans le film La Passion du Christ (2004). Au cours de cette scène, Britney Spears est frappée à la tête par un appareil photo, mais continue de marcher.
À l'intérieur de leur chambre d'hôtel, Britney Spears et son petit ami commence se disputer. Lui, jette un vase dans le mur alors que Spears s'en va dans la salle de bain. Elle commence à remplir la baignoire et enlève ses vêtements. Après cela, la vidéo inclut des scènes s'enchevêtrant d'un gros plan de Spears qui chante, vêtue d'une chemise blanche en face d'une lumière blanche et brillante. Quand elle se trouve dans la baignoire on peut voir un fil rouge à son poignet, une coutume associée à la Kabbale. Elle se touche la tête et regarde sa main, réalisant qu'elle saigne. Selon Jennifer Vineyard de MTV, le sang dans sa main est un stigmate. Elle perd conscience dans la baignoire et commence à se noyer. Peu de temps après, son petit ami la trouve et tente de la réanimer. Pendant ce temps, on s'aperçoit que dans les scènes de gros plans de Spears sont faites à l'intérieur d'un couloir d'hôpital. La vidéo se poursuit avec des scènes de la chanteuse emmenée dans une ambulance et entourée par les photographes, ainsi que des scènes à l'hôpital où les médecins tentent de réanimer la chanteuse. Le fantôme de Spears vêtue d'une chemise blanche, se regarde dans le lit d'hôpital et marche jusqu'à la pièce voisine, où une petite fille est née. Spears s'enfuit alors du champ de la caméra vers la lumière. La vidéo se termine avec la chanteuse remontant de sous l'eau, appuyant sa tête et souriant.

### Réception
Eva Marie Everson écrit que le vidéoclip montre la réalité « derrière les strass et le glamour ». Dominique Fox a commenté: « Même dans sa version censurée, la vidéo de Everytime présente un moment d'indécision existentielle, une fugue vers l'idée du suicide, dans laquelle la chanteuse fantasme sur sa propre mort. » Lors de la chronique de la vidéo du single If U Seek Amy en 2009, James Montgomery de MTV considéra Everytime comme « sous-estimé ». Rolling Stone dans leur article Britney Spears: The Complete Video Guide en 2009, qualifia la vidéo « d'horriblement prophétique et déprimant » et a ajouté que le clip préfigure aux déboires de Britney Spears avec la célébrité, et à son instabilité mentale dans les années 2007 et 2008.

## Formats
| - Single Digital 1. Everytime — 4:11 - Remixes CD Single 1. Everytime — 3:50 2. Everytime (Hi-Bias Radio Remix) — 3:29 3. Everytime (Above & Beyond Radio Mix) — 3:47 4. Everytime (The Scumfrog Vocal Mix) — 9:53 - CD Single 1. Everytime — 3:50 2. Everytime (Hi-Bias Radio Remix) — 3:29 3. Everytime (Above & Beyond Radio Mix) — 3:47 4. Don't Hang Up — 4:02 - UK 12" vinyle 1. Everytime (Hi-Bias Radio Remix) — 3:29 2. Everytime (Above & Beyond Radio Mix) — 3:47 3. Everytime (The Scumfrog Vocal Mix) — 9:53 | - US 12" vinyle 1. Everytime (The Scumfrog Vocal Mix) — 9:53 2. Everytime (Valentin Remix) — 3:28 3. Everytime (Above & Beyond's Club Mix) — 8:46 4. Everytime (Dr. Octavo's Transculent Mixhsow Edit) — 5:18 5. Gimme More (StoneBridge Club Mix) — 7:24 - The Singles Collection Boxset Single 1. Everytime — 3:50 2. Everytime (Above & Beyond's Club Mix) — 8:46 |

## Classements
| Classement (2004)               | Meilleure position |
| ------------------------------- | ------------------ |
| Allemagne                       | 4                  |
| Autriche                        | 4                  |
| Australie                       | 1                  |
| Belgique (Fr)                   | 4                  |
| Belgique (Nl)                   | 5                  |
| Canada                          | 2                  |
| Danemark                        | 5                  |
| États-Unis Billboard Hot 100    | 15                 |
| États-Unis Hot Dance Club Songs | 17                 |
| États-Unis Pop Songs            | 4                  |
| Finlande                        | 18                 |
| France                          | 2                  |
| Hongrie                         | 1                  |
| Irlande                         | 1                  |
| Norvège                         | 3                  |
| Pays-Bas                        | 1                  |
| République tchèque              | 6                  |
| Royaume-Uni                     | 1                  |
| Suède                           | 3                  |
| Suisse                          | 7                  |

| Classement (2010) | Meilleure position |
| ----------------- | ------------------ |
| Royaume-Uni       | 56                 |